# Station Suresnes-Mont-Valérien
Station Suresnes-Mont-Valérien is een spoorwegstation aan de spoorlijn Paris-Saint-Lazare - Versailles-Rive-Droite. Het ligt in de Franse gemeente Suresnes in het departement Hauts-de-Seine (Île-de-France).

## Geschiedenis
Het station werd op 18 juli 1840 geopend. In de jaren '50 kreeg het station zijn huidige naam, voorheen heette het Suresnes. Sinds zijn oprichting is het station eigendom van de Société nationale des chemins de fer français (SNCF).

## Ligging
Het station ligt op kilometerpunt 11,075 van de spoorlijn Paris-Saint-Lazare - Versailles-Rive-Droite.

## Diensten
Het station wordt aangedaan door treinen van Transilien lijn L tussen Paris-Saint-Lazare en Versailles-Rive-Droite/Saint-Nom-la-Bretèche - Forêt de Marly. Sommige van deze treinen hebben Saint-Cloud als eindbestemming. Ook doen treinen van Transilien lijn U tussen La Défense en La Verrière het station aan.

## Vorige en volgende stations
| Richting                                                                  | Vorig station | Lijn    | Volgend station | Richting           |
| ------------------------------------------------------------------------- | ------------- | ------- | --------------- | ------------------ |
| Saint-Cloud Versailles-Rive-Droite Saint-Nom-la-Bretèche - Forêt de Marly | Le Val d'Or   | Trans L | Puteaux         | Paris-Saint-Lazare |
| La Verrière                                                               | Saint-Cloud   | Trans U | Puteaux         | La Défense         |